# Académie des sciences morales, des lettres et des arts de Versailles et d'Île-de-France
Pour les articles homonymes, voir Académie de Versailles.
L’Académie des sciences morales, des lettres et des arts de Versailles et d'Île-de-France a été fondée le 5 décembre 1834. Elle a son siège à Versailles. Elle est héritière de la Société des sciences morales, des lettres et des arts de Seine-et-Oise.

## Histoire
L'Académie de Versailles a été fondée le 17 octobre 1834, sous l'intitulé de « Société des sciences morales, des lettres et des arts de Seine-et-Oise ». Elle a pris en 1897 le nom d’« Académie de Versailles ».
Elle est affiliée à la Fédération des sociétés historiques et archéologiques de Paris et Île-de-France. Elle est membre de la Conférence nationale des académies des sciences, lettres et arts.
André Damien, maire de Versailles de 1977 à 1995, en était président d'honneur jusqu'à sa mort.

## Présentation de l'académie

### Objectifs
L'Académie des sciences morales, des lettres et des arts de Versailles a pour but de :
- développer et propager dans les départements d’Île-de-France le goût et l’étude de la littérature, de la philosophie, de l’histoire, des beaux-arts, de l’archéologie et des sciences économiques et sociales ;
- grouper les écrivains, les savants, les érudits et les artistes résidant dans les départements d’Île-de-France ayant contribué à accroître par leurs œuvres le patrimoine intellectuel de ces départements ;
- créer des relations permanentes entre ces écrivains, savants, érudits ou artistes et le public cultivé qui s’intéresse à leurs travaux ;
- veiller à la sauvegarde des monuments et trésors artistiques des départements issus de l’ancienne Seine-et-Oise ;
- assurer la publication de la Revue de l'histoire de Versailles et des Yvelines

### Organisation
L'Académie se compose de membres titulaires, de membres d’honneur, de membres émérites et de membres associés.
Actuellement, il y a : 
- 43 membres titulaires dont Alain Schmitz, président du Conseil général des Yvelines ;
- 11 membres d'honneur ;
- 12 membres émérites ;
- 46 membres associés.

#### Présidents
- 2008-2010 : Arnaud Ramière de Fortanier

[..]
- Bruno Chauffert-Yvart[Depuis quand ?]

#### Secrétaires perpétuels
- Michel Garibal[Depuis quand ?]

### Actions
- L'académie organise des conférences qui se déroulent traditionnellement à la mairie de Versailles dans la salle Montgolfier. L'entrée à ces conférences est payante, excepté celle de la rentrée.
- L'académie publie la Revue de l’Histoire de Versailles et des Yvelines, héritière des Mémoires de la Société des Sciences morales, des lettres et des arts de Seine-et-Oise, publiés à partir de 1836. Tous les recueils sont disponibles sur Gallica en mode image seul. En 1976, la revue prend le nom de Revue de l’Histoire de Versailles et des Yvelines.

#### Publications
- Revue de l'histoire de Versailles et des Yvelines